# Pixellot
 (janvier 2023).
Pixellot est une société de développement de logiciels spécialisée dans les solutions automatiques de vidéo et d'analyse basées sur l'intelligence artificielle (IA) pour le marché du sport. Pixellot s'associe à des ligues et des fédérations du monde entier, notamment la Major League Baseball des collèges incl. California Collegiate Athletic Association et lycées, incl. Fédération nationale des associations de lycées d'État et sert des diffuseurs, tels que ESPN. La société a son siège social en Israël, avec des bureaux à Atlanta, en Géorgie, et à Durham, en Caroline du Nord.

## Histoire
Pixellot est fondée en 2013 en Israël par Gal Oz et le Dr Miky Tamir. En 2016, Pixellot signe un partenariat avec Prozone, une société STATS, pour fournir une technologie de production vidéo automatisée aux clubs de football d'élite et aux clubs de première ligue anglaise dans le monde. En 2018, Pixellot et PlayOn! Sports s'associent pour apporter la production sportive automatisée aux sports des lycées américains, tels que la diffusion d'événements scolaires sur le réseau NFHS. En 2019, Pixellot acquiert VidSwap, une plateforme d'analyse et d'édition de vidéos sportives pour plusieurs types d'événements sportifs, afin de créer le premier produit numérique vidéo et de données automatisé de bout en bout dans l'industrie du sport.
En 2021, la société lance Pixellot Air, une caméra d'enregistrement et d'analyse vidéo automatisée, conçue avec le FC Barcelone pour servir les marchés du football de base et des académies. En 2022, un programme similaire de l'émission pour les collèges, avec SIDEARM Sports, a été annoncé. Dans le même temps, la société signe un partenariat avec FloSports, le service de streaming pour les sports numériques en direct et le contenu original, afin de fournir une technologie automatisée par intelligence artificielle (IA) pour plus de 700 jeux en direct sur FloHoops.com. En avril 2022, Pixellot s'associe à Genius Sports Limited, une société de technologie sportive, pour la distribution en streaming. De plus, Genius Sports Limited a acquis les droits exclusifs de distribution des principaux systèmes de caméras de Pixellot aux ligues et fédérations dans plus d'une centaine de compétitions dans le monde.
La technologie Pixellot basée sur l'IA a servi la Fédération espagnole des sports de glace, les médias sportifs chinois, l'Association argentine de football, Shoott Afrique du Sud, Grupo Globo - le plus grand groupe de médias d'Amérique latine, au Brésil, NTT West et Asahi Broadcasting Group HD au Japon, la Fédération croate de basket-ball et l’Association israélienne de basket-ball, l’Association nationale de football du Chili, Fédération nationale des associations de lycées d'État, etc.
En 2022, l'entreprise figurait sur la liste restreinte de la catégorie IA et apprentissage automatique aux SXSW Innovation Awards. En septembre, Pixellot annonce la fonctionnalité de diffusion en direct sur toutes ses caméras mobiles Pixellot Air. En octobre, Pixellot et Whistle Sports Network lancent la série originale, My First Coach, animée par Dell Curry. En novembre 2022, la société nomme Ronen Tanami au poste de directeur de l'exploitation.

## Investissements
En 2012, Gal Oz et le Dr Miky Tamir reçoivent 535 000 $ du groupe d'investisseurs israélien TheTime  pour leur démarrage. En 2014, la société lève 3 millions de dollars auprès du géant chinois de la recherche Baidu et de Firstime Venture Capital,. En 2017, Pixellot lève un montant non divulgué lors d'un tour de série A de Firstime Venture Capital. En 2018, Pixellot clôture le cycle de financement de série B avec 30 millions de dollars de la société d'investissement Shamrock Capital.
En 2020, la société annonce l'achèvement d'un nouveau cycle de financement de série C de 16 millions de dollars. En juin 2022, Pixellot clôture un cycle de financement de série D de 161 millions de dollars pour s'étendre à d'autres fédérations sportives, ligues et organisations sportives pour les jeunes,.

## Accueil et distinctions
En 2018, Pixellot remporte le prix Frost and Sullivan Global Entrepreneurial Company of the Year[réf. nécessaire]. 
Pixellot est inclus dans le top 10 des entreprises de technologie sportive les plus innovantes en 2022 par Sports Business Journal.